# Ensemble 415
Ensemble 415 fue una agrupación musical suiza de música clásica especializada en el repertorio del Barroco y Clasicismo.

## Historia
Fundada en 1981 en Basilea y dirigida por Chiara Banchini, la orquesta debe su nombre a la frecuencia en Hz, que por lo general se le daba a la nota musical la en la época barroca. Las ejecuciones de hecho se distinguen por un enfoque técnico riguroso, de acuerdo con criterios musicológicos y con el uso de instrumentos de época auténticos.
El repertorio de Ensemble 415 estaba basado en las obras maestras del barroco y compositores clásicos como Wolfgang Amadeus Mozart y Luigi Boccherini. Entre las interpretaciones más aclamadas figura el Stabat mater de Antonio Vivaldi, con la participación del contratenor Andreas Scholl.
El conjunto cesó su actividad en 2012.

## Discografía selecta
La agrupación ha realizado, entre otras, las siguientes grabaciones:
- 1988 – Johann Sebastian Bach: Cantate BWV 35, 82, 53 (Harmonia Mundi)
- 1990 – Luigi Boccherini: Quintettes avec contrebasse (Harmonia Mundi)
- 1992 – Luigi Boccherini: Stabat Mater, con la soprano Agnès Melon (Harmonia Mundi)
- 1992 – Antonio Vivaldi: Sonate a tre "La Follia"; Sonate a due violini (Harmonia Mundi)
- 1992 – Giovanni Battista Sammartini / Giuseppe Sammartini: Concerti & Sinfonie (Harmonia Mundi)
- 1992 – Arcangelo Corelli: Concerti grossi, Op. 6 (Harmonia Mundi)
- 1993 – Johann Schobert: Quatuors; Trios; Sonates (Harmonia Mundi)
- 1993 – Luigi Boccherini: Quintettes avec deux altos (Harmonia Mundi)
- 1994 – Wolfgang Amadeus Mozart: Quintetos para cuerda, KV 515 & KV 516 (Harmonia Mundi)
- 1995 – Giuseppe Tartini: Concertos (Harmonia Mundi)
- 1995 – Antonio Vivaldi: Stabat Mater, con Andreas Scholl (Harmonia Mundi)
- 1996 – Georg Muffat: Armonico tributo (Harmonia Mundi)
- 1997 – Luigi Boccherini: Symphonies (Harmonia Mundi)
- 1998 – Arcangelo Corelli: Concerto di Natale (Harmonia Mundi)
- 1998 – Enrico Albicastro: Cantate, sonate & concertos (Harmonia Mundi)
- 1998 – Luigi Boccherini: Sextours à cordes (Harmonia Mundi)
- 2003 – Francesco Geminiani: Concerti grossi n.º 1, 3, 5, 8, 10, 11 e "La Follia" (Zig-Zag Territoires)
- 2004 – Giovanni Bononcini: La nemica d'Amore fatta amante (Zig-Zag Territoires)
- 2004 – Francesco Geminiani: 12 Concerti grossi (Zig-Zag Territoires)
- 2005 – Concerti napoletani per violoncello (Zig-Zag Territoires)
- 2005 – Giuseppe Valentini: Concerti grossi e a quattro violini, Op. VII (Zig-Zag Territoires)
- 2007 – Wolfgang Amadeus Mozart: Concertone (Zig-Zag Territoires)
- 2008 – Antonio Vivaldi: Concerto a quattro violini; L'estro armonico (Zig-Zag Territoires)
- 2009 – Tomaso Albinoni: Sinfonie a cinque, Op. 2 (Zig-Zag Territoires)